# Frederic Lliurat i Carreras
Frederic Lliurat i Carreras (Barcelona, 1876 - 1956) fou un teòric, pianista i crític musical català. Va conrear la composició amb cançons, obres per a piano i per a orquestra.

## Formació i trajectòria
Va iniciar els seus estudis a l'Escola Municipal de Música de Barcelona. Va ser deixeble de Joan Baptista Pujol al piano i estudià harmonia, contrapunt i fuga amb Josep Rodoreda i Santigós. Més tard va continuar els seus estudis de piano amb Enric Granados i amb el mestratge de Felip Pedrell, del qual el mateix Lliurat explicava que: "El mestre ens donava quelcom més que la tècnica. Ell no era el pedagog gramàtic que no té altra dèria que la de fer entrar al seny del deixeble els cànons de les regles invulnerables; ell era de la generació dels endevinaires […] Nosaltres ensenyàvem el treball, el baix harmonitzat, la cançó jovenívola, la pàgina instrumentada; ell la veia d'una mirada, la corregia ràpidament, en feia l'elogi, si s'esqueia portar un poc de lluc d'inspiració frescoia; i de seguida sortia el panegíric del cant popular i de la polifonia clàssica". Amplià els seus coneixements musicals en piano amb Charles de Bériot, a París i amb Arthur de Greef, a Brussel·les, a més de formar-se en harmonia i composició amb Gustave Huberti.
Va estar vivint durant nou anys a la capital belga, inicià la carrera de concertista actuant a París, Brussel·les i Lovaina, i retornà a Espanya. Encara que tant a Barcelona com a Madrid, predominava l'òpera sobre els concerts per exigència i afició del públic, en el cas dels concerts simfònics i corals a Barcelona, l'any 1908 van tenir un gran interès amb concerts al Palau i al Liceu. L'Associació Musical de Barcelona, va organitzar al Liceu en època de Quaresma, vuit grans concerts simfònics en els quals Lliurat hi participarà interpretant el Concert en la de Robert Schumann amb acompanyament d'orquestra sota la direcció del francès Croce Spinelli. Amb una crítica que el qualificava de virtuós juntament amb Enric Granados, i d'altres que en parlaven d'una discreta execució del Manfred de Schumann.
Aquesta carrera va ser truncada per una lesió a la mà. D'ençà aquest incident, va exercir la crítica musical a La Veu de Catalunya, El Poble Català i a La Vanguardia, amb col·laboracions diverses a Le Monde Musical de París entre d'altres. En el pròleg del seu llibre La música i els músics: crítica-impressions (1933), on es pot seguir el seu treball com a crític, Lluís Millet descrivia que "Frederic Lliurat es un crítico penetrante pero que no hace ruido. La distinción de su sentir es traducida en un estilo elegante; la sociedad y el buen fundamento de criterio nutridos en una sustancia estética... Su sentir y su decir se compenetran y la sólida formación musical le sirve de materia experimental para sus escritos. Estima la tradición de los grandes maestros pero no es fanático de sus formas". 
Aquesta formació tècnica i el seu bon criteri valoratiu, seguí present quan es dedicà a la docència i a ser redactor en cap de la Revista Musical Catalana de 1914 a 1922 al costat de Vicenç Maria Gibert; i de 1923 a 1936, al costat de Joan Salvat. En aquesta revista acabà publicant una setantena d'articles, crítiques i estudis, demostratius. A més, va ingressar a l'Orfeó Català l'any 1903, i allà va ser Bibliotecari segon de 1912 a 1915. A més, serià l'autor de l'Historial publicat per l'entitat en el 25è aniversari, així com de diversos fascicles divulgatius de la institució.

## Obres destacades

### Teòriques
- La música i els músics: crítica-impressions,(1933), recull de crítiques
- Teoría de la música (1941), tractat teòric

### Cant i piano
- Aquell préssec i tú, lletra de Joaquim Ruyra i música de Frederic Lliurat[9]
- Cau la fulla..., lletra de Joan Alcover i música de Frederic Lliurat[9]
- Passa'l acompanyada..., lletra de Joan Alcover i música de Frederic Lliurat[9]
- Per on cent voltes hem passat tots dos..., lletra d'Apel·les Mestres i música de Frederic Lliurat[9]

### Orquestra
- Tríptic[10]

### Col·laboracions
- Diccionario de la música ilustrado (1927)[8]